# Ding-Dong! The Witch Is Dead

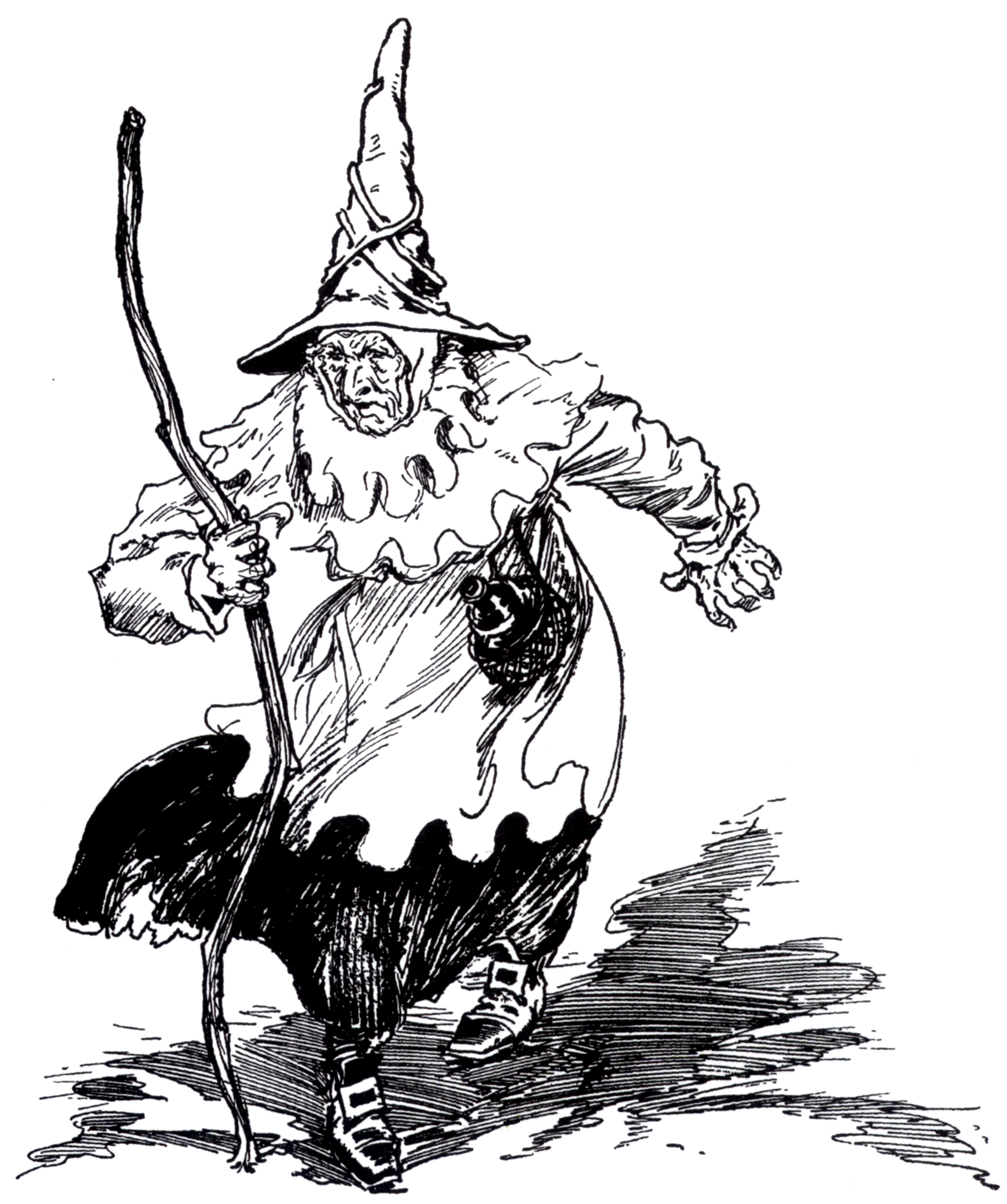
Die böse Hexe des Ostens in The Tin Woodman of Oz von Lyman Frank Baum

Ding-Dong! The Witch Is Dead (dt. Ding Dong, die Hex ist tot!) ist ein Lied aus dem Musicalfilm Der Zauberer von Oz aus dem Jahr 1939. Es wurde von Harold Arlen komponiert, der Text stammt von E. Y. Harburg.
Das Lied ist Mittelstück einer Gruppe mehrerer einzelner Lieder, die von den Figuren Dorothy Gale (Judy Garland) und der Hexe Glinda (Billie Burke) gesungen werden, um den Tod der bösen Hexe des Ostens zu feiern.

## Filmszene
Nachdem Dorothy, in Oz angekommen, mit ihrem Haus auf der Hexe des Ostens gelandet ist, erscheint Glinda und ruft die Munchkins – die kleinwüchsigen Bewohner des von der Hexe des Ostens regierten Landes – zu sich. Dorothy versucht zu erklären, dass es keine Zauberei war, dem die Hexe des Ostens erlegen ist, sondern dass ein Sturm sie von Kansas hergebracht und ihr Haus über der Hexe zum Absturz gebracht habe. Die Munchkins kommen langsam und verängstigt aus ihren Verstecken hervor. Als Glinda verkündet, dass die Hexe tot ist, beginnen die Munchkins Ding-Dong! The Witch is Dead zu singen. Der Bürgermeister (Charlie Becker) begrüßt Dorothy und lässt sich vom Leichenbeschauer (Meinhardt Raabe) versichern, dass die Hexe wirklich tot ist. Dann wird das Lied ein zweites Mal gesungen und die Munchkins feiern dazu, bis die Hexe des Westens erscheint.

## Stil
Der Choreografie der Munchkins entsprechend ist das Lied als Marsch konzipiert.
Wie die meisten Lieder des Films ist der Liedtext geprägt von einem intensiven Gebrauch von Reimen und Wortspielen, und es wurde versucht, so viele Reime auf „witch“ (Hexe) wie möglich in dem Text unterzubringen, z. B. „switch“, „pitch“, „itch“, „ditch“, „which“.
Die im Lied enthaltene Fanfarensequenz ähnelt dem March of the Toys aus der Operette Babes in Toyland (1903) von Victor Herbert.

## Rezeption

### Coverversionen
- Glenn Millers Version belegte 1939 Platz 17 der Billboard-Charts.[1]
- Ella Fitzgerald interpretierte das Lied auf ihrem Album Ella Fitzgerald Sings the Harold Arlen Songbook (1961).
- Eine Aufnahme von Wayne Gibson & the Dynamic Sounds wurde Ende 1965 in britischen Radio-Hitparaden notiert.[2][3]
- Harold Arlen nahm 1966 mit Barbra Streisand das Lied als Duett auf und veröffentlichte es auf seinem Album Harold Sings Arlen (with a Friend). Die Aufnahme war auch auf Streisands Album Duets (2002) zu hören.
- Sammy Davis, Jr. sang das Lied live gemeinsam mit Buddy Rich auf dem Album The Sounds of ’66.
- Im Juni 1967 erreichte die Band The Fifth Estate mit dem Lied die Top 15 der Billboard-Charts.[4] Ihre Aufnahme ergänzten sie um das Bourrée aus Michael Praetorius’ Terpsichore.
- Klaus Nomi veröffentlichte 1982 eine Coverversion als Single.
- In der Auftaktfolge der dritten Staffel der Fernsehserie Glee singen Lea Michele und Chris Colfer eine Duettversion des Liedes, die der Aufnahme von Arlen und Streisand folgt.

### Verwendung in anderen Produktionen
- Im Film Die nackte Kanone 2½ wird das Lied von einem Barpianisten kurz angestimmt.
- In der Serie Die Simpsons (Staffel 4, Folge 13, Selma will ein Baby) fährt die Familie Simpson zur Beerdigung von Marges Tante Gladys. Homer und die Kinder singen (in der deutschen Version) ein fröhliches Lied über Essen. Marge ruft sie zur Ruhe und erinnert sie daran, dass sie zu einer Beerdigung fahren. Nach zwei Sekunden betretener Stille stimmt Homer das Lied Ding Dong, die Hex ist tot an.

### Verwendung als politisches Ausdrucksmittel gegen Margaret Thatcher
In dem 2000 veröffentlichten Protestsong The Day That Thatcher Dies sang die britische Band Hefner, dass man bei dem Tod der ehemaligen britischen Premierministerin Margaret Thatcher auf den Straßen singen und tanzen würde; ihr Lied endet mit Text aus Ding Dong! The Witch Is Dead. 
Als sie am 8. April 2013 starb, stieg Ding Dong! bis auf Platz 1 der britischen iTunes-Charts und der Amazon-Charts. Am 14. April 2013 erreichte die Aufnahme Platz 2 der UK Top 40. 
In einem Remix auf YouTube wurden Bilder und Videoaufnahmen von Thatcher während ihrer Amtszeit mit dem Lied kombiniert. Parallel zum Liedtext im Film wurde sie damit als böse Hexe gezeichnet, deren lang erwarteter Tod schließlich bestätigt wurde und Grund zur Feier war.
Die BBC erklärte am 12. April 2013, dass sie das Musikstück aus „Gründen der Pietät“ nicht während ihrer Musiksendung The Official Chart am 14. April spielen würde. Jedoch würde in den Nachrichten darüber berichtet werden, warum das Stück in die Charts gekommen sei und zusätzlich würden kleinere Ausschnitte daraus gespielt. Die Haltung der BBC sowie die Einflussnahme des Generaldirektors der BBC, Tony Hall, auf diese Entscheidung war umstritten.
Die rasante Verbreitung wird auf eine länger vorbereitete Social-Media-Kampagne zurückgeführt.